# Finská liga ledního hokeje 1930/1931
Finská liga ledního hokeje 1930/1931 byla 3. sezónou Finské ligy ledního hokeje. Zúčastnilo se šest týmů ze tří měst, vítězem se stal tým TaPa Tampere.

## Zápasy
První kolo (25. a 28. února 1931)
- TaPa Tampere - Pyrintö Tampere 8-1
- Riento Turku - ÅIFK Turku 2-1

Semifinále (neděle 1. března 1931)
- Riento Turku - TaPa Tampere 2-3 po
- HJK Helsinky - HPS Helsinky zrušeno (Helsinský zápas nelze hrát kvůli povětrnostním podmínkám)

Finále (neděle 15. března 1931)
- TaPa Tampere - HJK Helsinky 2-1
- TaPa (Tampereen Palloilijat) je finský šampion: Abel Rantanen, Kai Sandsund, Tauno Silke, Risto Tiitola, Valter Tuomi, Reino Vaaja, Kosti Virtanen (trenér: Niilo Tammisalo).

## Helsinské mistrovství
|    |       | Z | V | R | P | Skóre | Body |
| -- | ----- | - | - | - | - | ----- | ---- |
| 1. | HJK   | 3 | 2 | 1 | 0 | 7:2   | 5    |
| 2. | HPV   | 3 | 1 | 1 | 1 | 5:5   | 3    |
| 3. | HPS   | 3 | 1 | 0 | 2 | 6:6   | 2    |
| 4, | START | 3 | 1 | 0 | 2 | 4:9   | 2    |

Finále (středa 18. března 1931)
- HJK Helsinky - Helsingin Pallo-Veikot 4-0 (1-0.2-0.1-0)